# Seleção de Futebol de Santa Helena
A Seleção de Futebol de Santa Helena é uma seleção representativa de futebol desta ilha, organizada pela Associação de Futebol de Santa Helena. A equipe não é afiliada a nenhuma confederação nem à FIFA.

## História
A equipe fez sua estreia internacional em junho de 2019, ao participar do Torneio de Futebol Inter Games do ano supracitado. Anteriormente, Santa Helena havia disputado uma partida anterior em 1949 contra o time inglês Lockheed Leamington, já que a edição de sexta-feira, 18 de novembro de 1949, do Leamington Courier observa: 'Lockheed venceu Santa Helena por 15-3, o time visitante vindo da ilha de Santa Helena'.